# المغرب في الألعاب البارالمبية الصيفية 2016
شارك المغرب في الألعاب البارالمبية الصيفية 2016 والتي أقيمت في ريو دي جانيرو في الفترة 7-18 أيلول (سبتمبر) 2016، بفريق مكون من 26 رياضي ينافسون في 4 ألعاب.